# 엘리자베트 베르크너
엘리자베트 베르크너(독일어: Elisabeth Bergner, 1897년 8월 22일 ~ 1986년 5월 12일)는 독일의 배우이다.

## 작품 목록
- 고독한 보행자 (1973)
- 애련의 밀사 (1970)
- 북위 49도선 (1941)
- 당신 좋으실 대로 (1936)
- 이스케이프 미 네버 (1935)